# Oblężenie Rodos
Oblężenie Rodos – oblężenie przez Turków, które miało miejsce w dniach 26 czerwca 1522 r. do 1 stycznia 1523 r. i zakończyło się wycofaniem się joannitów z wyspy.

## Wprowadzenie
W czasach krucjat antymuzułmańskich powstało w Europie kilka zakonów rycerskich m.in. zakon joannitów. Po opuszczeniu w roku 1291 przez krzyżowców Palestyny, joannici osiedlili się na Cyprze, podbijając także do roku 1309 wyspę Rodos, będącą odtąd ich nową bazą wypadową. Z tego to miejsca statki joannitów przypuszczały ataki na flotę muzułmańską we wschodnim rejonie Morza Śródziemnego, kontrolując tamtejszy handel morski.
Od czasów najazdów Mongołów w wieku XIII ludy pochodzenia tureckiego zamieszkujące Azję Centralną wywędrowały do Anatolii, zakładając tam państwo Seldżuków. Na początku XIV stulecia Osman I utworzy tam państwo Osmanów, któremu do połowy XV stulecia uda się podbój mocno osłabionego Cesarstwa Bizantyjskiego, zakończony zdobyciem Konstantynopola w roku 1453.
Kolejne lata to próby poszerzenia przez Turków swoich zdobyczy terytorialnych w rejonie wysp Morza Egejskiego. Jednym z punktów oporu antytureckiego na Morzu Egejskim, oprócz kilku twierdz weneckich i genueńskich stała się wyspa Rodos. W roku 1480 doszło do pierwszego oblężenia wyspy przez wojska tureckie, zakończonego jednak niepowodzeniem. W kolejnych latach Osmanowie kontynuowali podboje zakończone w roku 1517 zdobyciem Egiptu. Dzięki temu Turcy uzyskali swobodne połączenia pomiędzy Konstantynopolem a miastami Aleksandrii, jednak oczyszczenie dróg morskich wymagało czasu. Tureckie plany ekspansji skutecznie niweczyli joannici, których flota niejednokrotnie utrudniała handel Osmanom. W roku 1522 wielka flota Osmanów wypłynęła ku Rodos.

## Oblężenie

### Początek oblężenia
26 czerwca 1522 r. około 300 statków tureckich dobiło do wyspy, wysadzając na ląd ogromną liczbę żołnierzy. Liczbę osmańskiej armii inwazyjnej szacuje się na 160 000 ludzi, a także 10 000 doświadczonych janczarów. Rozpoczęła się blokada wyspy i portu Rodos. Od czasu ostatniego oblężenia w roku 1480 a także po trzęsieniu ziemi w roku 1481, joannici znacznie rozbudowali swoje umocnienia obronne. Twierdzę opinał potrójny pierścień murów obronnych. Dostęp do portu od strony morza zagradzał olbrzymi łańcuch, za którym chroniła się flota joannitów. Rycerze podzielili obronę na kilka części, powierzając poszczególne odcinki różnym dowódcom. Strony północno-zachodniej miasta bronili rycerze francuscy, dalej znajdowali się Niemcy, Hiszpanie, Anglicy i Prowansalczycy. Południowo-wschodniego odcinka obrony strzegli Włosi. Łącznie w mieście znajdować się miało 180 odłamów zakonu rycerskiego w sile kilku tysięcy ludzi. Głównym dowódcą obrony miasta był wielki mistrz Filip de Villiers de L' Isle Adam.

### Pierwsze szturmy

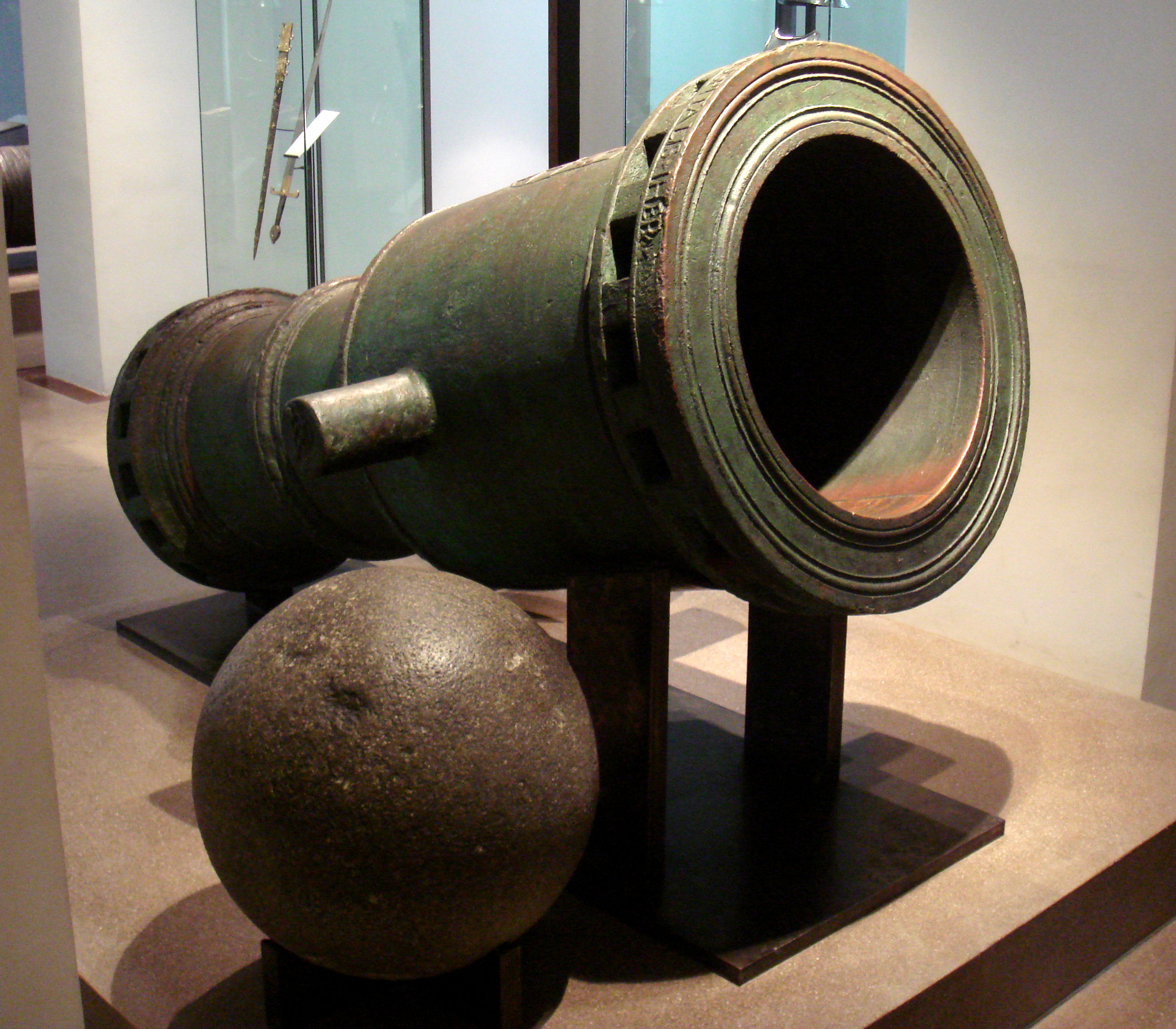
Bombarda joannitów z Rodos, 1480-1500. Jest to największa znana bombarda, jaka została stworzona. Wystrzeliwała granitowe kule o masie 260 kg, sama ważyła 3 325 kg. Znajduje się w zbiorach Musée de l'Armée.

Artyleria osmańska rozpoczęła ostrzał miasta z trzech stron. 28 czerwca sułtan Osmanów Sulejman I przybył na wyspę, aby przejąć osobiście dowodzenie nad swoimi wojskami. Potężna kanonada z dział, stopniowo wyrządzała w miejskich murach coraz większe szkody. Ponawiane tygodniami kolejne szturmy, z wielkim trudem odpierane były przez obrońców, zadających mimo to dotkliwe straty Turkom.
Dnia 24 września Osmanowie przypuścili kolejny wielki szturm, niemalże zakończony powodzeniem. I tym razem joannitom udało się jednak odeprzeć przeciwnika. Atak kosztował Osmanów kilka tysięcy ludzi, w tym wielu janczarów. Kolejne dni to kontynuacja ostrzału artyleryjskiego i próby zakończonych niepowodzeniem szturmów.

### Zdrada i rokowania pokojowe
Dnia 27 października 1522 r. kanclerz zakonu joannitów nakazał swojemu słudze potajemnie przedostać się do obozu przeciwnika, któremu zamierzał poddać miasto. Przygotowywany spisek wydał się jednak, a obaj zostali oskarżeni o zdradę i straceni. Walki o miasto toczyły się dalej, aż do końca roku, kiedy to sytuacja obrońców pozbawionych nadziei pomocy z zewnątrz stała się dramatyczna. W dniach 11-13 grudnia zarządzono zawieszenie broni, podczas którego doszło do rozmów z Turkami. Obrońcy odrzucili jednak tureckie żądania poddania miasta, wobec czego walki wybuchły na nowo. Kolejny szturm przeprowadzony 17 grudnia uszkodził znacznie wieżę obronną bronioną przez Hiszpanów. Przewidując bezcelowość dalszej walki, 22 grudnia joannici skapitulowali, otrzymując obietnicę swobodnego opuszczenia wyspy. Dnia 1 stycznia 1523 r. rycerze zakonni wraz z kilkoma tysiącami mieszkańców wyspy opuścili Rodos, kierując się na Kretę.

## Podsumowanie
Oblężenie Rodos zakończyło się sukcesem Osmanów, którzy ponieśli jednak olbrzymie straty. Zdobycie wyspy było ważnym krokiem ku całkowitemu panowaniu w rejonie wschodniego Morza Śródziemnego. Joannici po wycofaniu się na Kretę, osiedlili się w końcu na Malcie, która w roku 1530 stała się ich nową bazą. Powstały na wyspie zakon maltański kontynuował ataki na miasta i okręty muzułmańskie. W roku 1565 Turcy rozpoczęli oblężenie Malty, zakończone jednak niepowodzeniem, dzięki świetnym umocnieniom twierdzy.